# Maucomble
Maucomble é uma comuna francesa na região administrativa da Normandia, no departamento de Sena Marítimo. Estende-se por uma área de 5,05 km². Em 2010 a comuna tinha 417 habitantes (densidade: 82,6 hab./km²).